# Bojan Pavićević
Bojan Pavićević (in serbo Бојан Павићевић?; Belgrado, 20 ottobre 1975) è un dirigente sportivo ed ex giocatore di calcio a 5 serbo.

## Carriera
Capitano di lunga data della Nazionale di calcio a 5 della Serbia, con cui sommò 72 partite e 20 reti tra il 2001 e il 2012, Pavićević ha disputato tre campionati europei e una Coppa del Mondo. Terminata la carriera sportiva è stato nominato dapprima delegato per il calcio a 5 della Federazione calcistica della Serbia (2016) e quindi coordinatore di tutte le selezioni di calcio a 5 della Serbia (2019).

## Palmarès
- Campionato serbo-montenegrino: 3
Marbo: 2003-04, 2004-05, 2005-06
- Campionato serbo: 1
Marbo: 2006-07
- Coppa di Serbia: 2
Marbo: 2010-11, 2011-12